# King Long

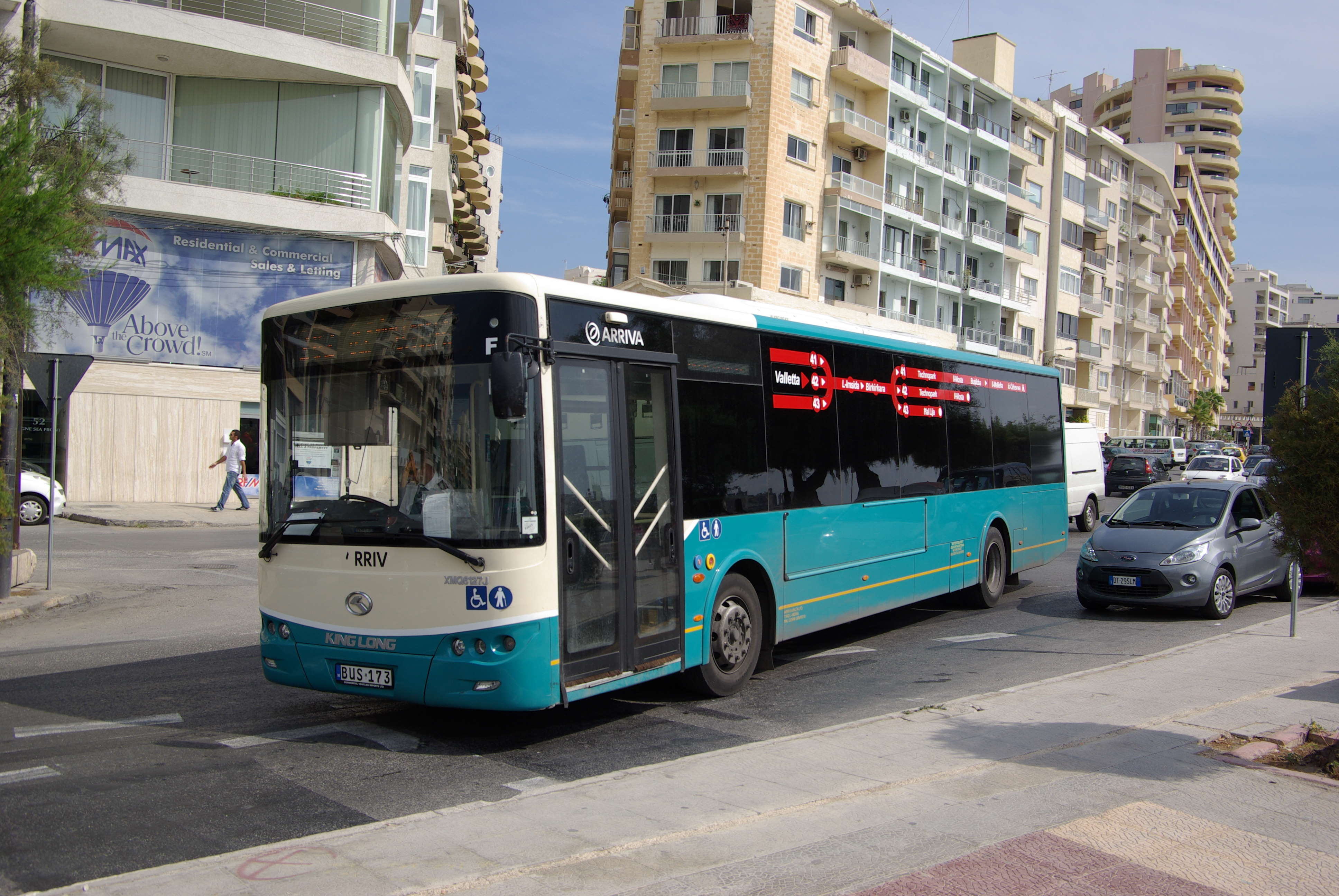
King Long Bus in Malta: Seit 2011 wird der öffentliche Busverkehr in Malta überwiegend mit King Long-Fahrzeugen durchgeführt.

Xiamen King Long United Automotive Industry Company Ltd. (kurz: King Long) ist ein chinesischer Hersteller und weltweit einer der größten Anbieter von Reise- und Stadtbussen. Seit seiner Gründung 1988 hat das Unternehmen über 250.000 Busse produziert. Es ist der erste chinesische Fahrzeugbauer, dem der Eintritt in den Markt der Europäischen Union gelang.

## Geschichte
Das Unternehmen Xiamen King Long United Automotive Industry Company Ltd. wurde 1988 gegründet. Im Produktionsjahr 2000 wurden 16 Busse im Wert von 6 Millionen RMB verkauft; in den Folgejahren haben sich die Zahl der verkauften Fahrzeuge und der Erlös jedes Jahr nahezu verdoppelt.
Im Jahr 2003 gelang es, mit dem Verkauf von 82 Bussen des Typs XMQ6113 nach Malta erstmals einem chinesischen Unternehmen Busse in Europa zu verkaufen. Erhebliches Medienaufsehen fand 2011 die Lieferung weiterer 172 Fahrzeuge nach Malta; stellte dies (nach dem Beitritt Maltas zur EU in 2004) doch zugleich den ersten chinesischen Verkaufserfolg in dem stark regulierten Markt der Europäischen Union dar. Der Lieferung ging eine Ausschreibung des den öffentlichen Busverkehr betreibenden Unternehmens Arriva voraus; dabei konnte sich der chinesische Hersteller gegen die etablierten Marken durchsetzen, darunter war auch die zur Daimler AG gehörende Tochter EvoBus.
Seit 2004 stellt King Long einen Großteil der für die islamische Pilgerfahrt in Mekka vor Ort benötigten Reisebusse. Der Einsatz stellt besondere Anforderungen an Motoren, Aggregate und Bremsanlagen, da die Busse bei hohen Außentemperaturen überwiegend nur mit Schrittgeschwindigkeit fahren dürfen. Für die Kundendienstaufgaben, zu denen auch die Einweisung der Fahrer gehört, setzt King Long speziell geschulte Mitarbeiter mit arabischen Sprachkenntnissen ein. Zuletzt wurden für die Pilgerfahrt 2016 weitere 300 King Long Busse geliefert, die die bisher eingesetzten Daimler-Benz Fahrzeuge ersetzen.
Im Jahr 2011 wurden rund 200 Reisebusse in Italien verkauft und dort innerhalb kurzer Zeit ein weitgehend flächendeckendes Servicenetz aufgebaut. Bei den Neuzulassungen für Reisebusse steht King Long in Italien an zweiter Stelle.
Während der Olympischen Sommerspiele 2012 wurden 100 King Long Busse in London eingesetzt. Im gleichen Jahr wurden 300 BRT-Busse in die iranische Hauptstadt Teheran geliefert. Nicht zuletzt durch die Verhängung mehrerer Embargos der Europäischen Union gegen den Iran gelten chinesische Fahrzeugbauer als Marktführer auf dem iranischen Nutzfahrzeugmarkt. 

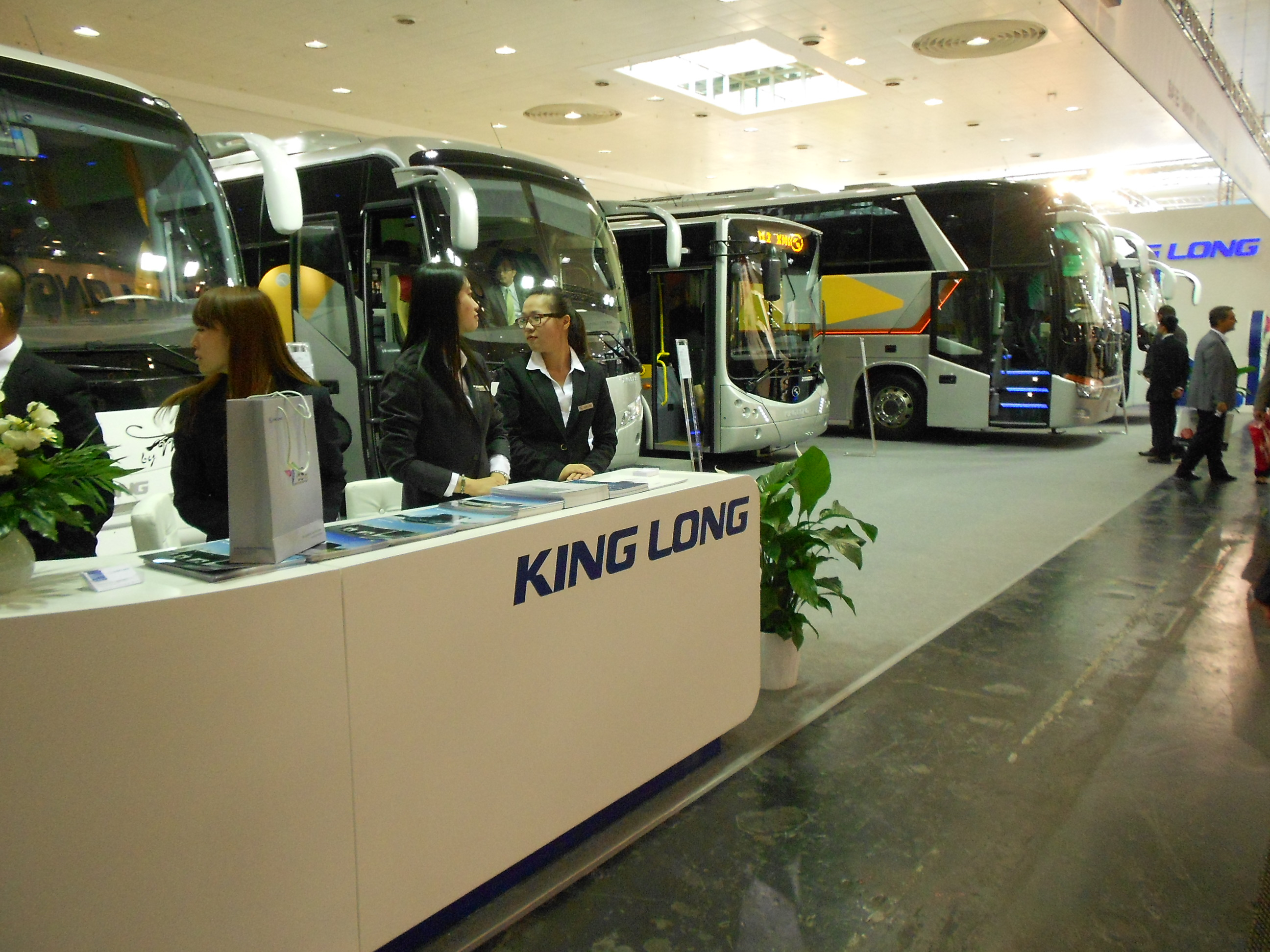
King Long Stand auf der Internationalen Automobil-Ausstellung 2012 in Hannover

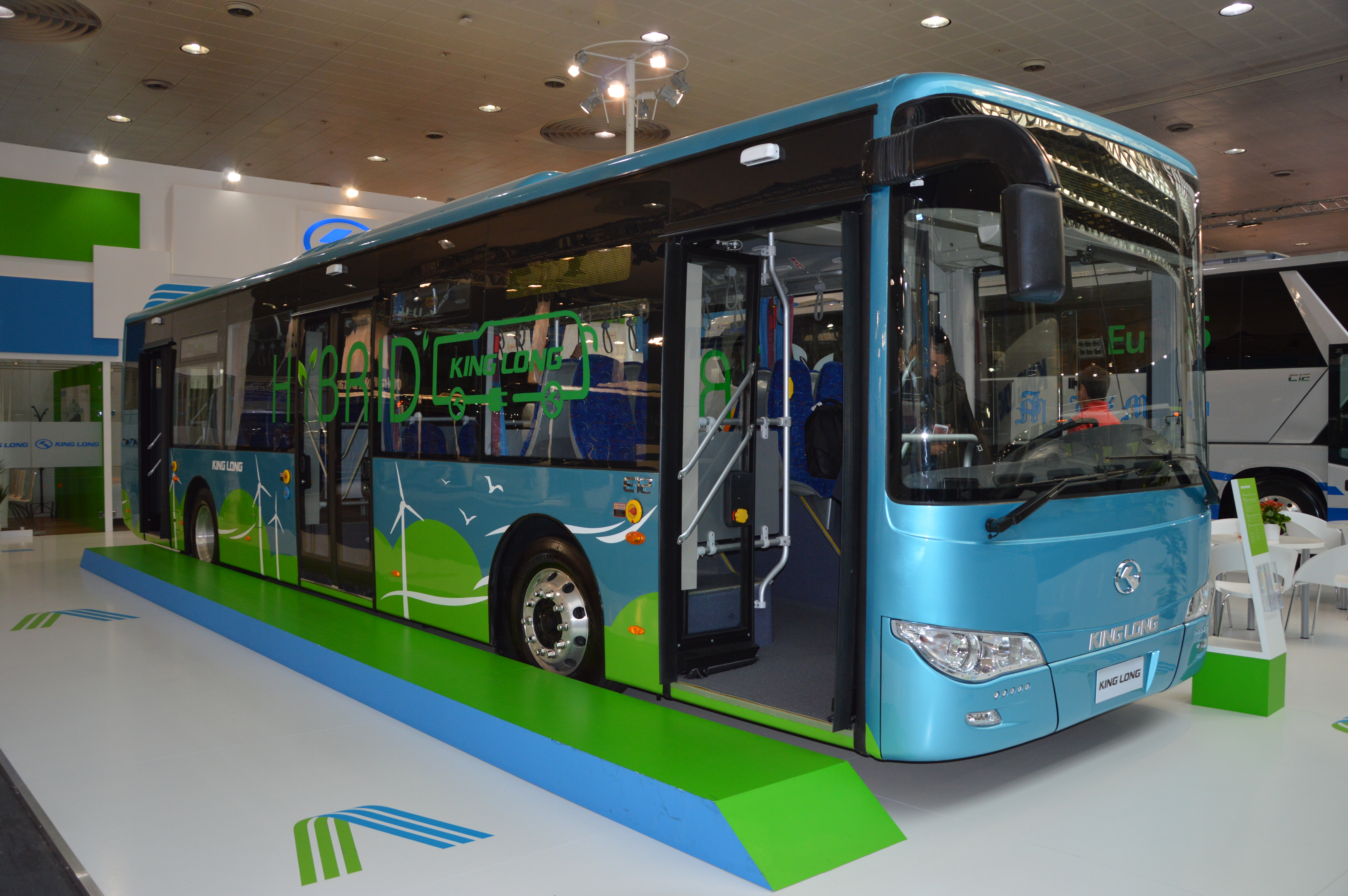
King Long Hybridbus E 12 auf der IAA 2014

Auf der 64. IAA im September 2012 in Hannover war das Unternehmen mit fünf neuen Modellen vertreten; 2014 präsentierte King Long auf der IAA den Hybridbus E 12. Bis 2016 wurden bereits mehr als 3500 Hybridbusse verkauft. Mehrere Fahrzeuge dieses diesel-elektrischen Typs, der für eine Geschwindigkeit von bis zu 100 km/h ausgelegt ist, sind seit 2015 in der spanischen Hauptstadt Madrid im Einsatz.
Marktbeobachter weisen auf die günstigen Preise sowohl für Neufahrzeuge als auch für Ersatzteile hin, die deutlich unter denen der europäischen Mitbewerber liegen und langfristig den europäischen Busmarkt nachhaltig verändern könnten. Derzeit werden die Fahrzeuge für Deutschland und die Schweiz durch einen Generalunternehmer in Österreich angeboten.

## Konzernstruktur
King Long wird von drei kapitalhaltenden Unternehmen geführt: Xiamen CCRE Group Co. Ltd.  (ein staatliches Unternehmen unter dem Management Stadt Xiamen, (24 %)), Xiamen KLM Group Co. Ltd. (51 %) und Taiwan Sanyang Industry Co. Ltd. (25 %).
King Long wiederum ist die Dachgesellschaft für die Unternehmen Golden Dragon Bus Company, Ltd., Higer Bus Company, Ltd. und Industria Italiana Autobus S.p.A. mit den Marken Menarinibus und Padane zu 80 % über die Tevere S.p.A. (ehemals King Long Italia). Die jährliche Produktionskapazität des Gesamtkonzern beträgt 152.000 Fahrzeuge aller Größenordnungen (King Long: 77.000, Golden Dragon: 40.000 und Higer 35.000).
Das Unternehmen hat drei Produktionsanlagen mit einer Fläche von rund 800.000 m2: Am Standort Xiamen befinden die Xiamen Bus and Coach Manufacturing Base und die Xiamen Mini Van Manufacturing Base; in Shaoxing die Shaoxing City Bus Manufacturing Base.
Die durchschnittliche Wachstumsrate des Konzerns betrug in den letzten Jahren 34 %. Während 2010 nach Angaben des Unternehmens mit dem Verkauf von 6.484 King Long-Bussen ein Erlös von 1.132 Millionen RMB erzielt wurde, wurde 2011 mit dem Verkauf von 25.252 Bussen unterschiedlichen Aufbaus ein Umsatzerlös von mehr als 7.600 Millionen RMB erreicht. Die erreichten Gewinne ermöglichten dem Unternehmen innerhalb weniger Jahre ein landesweites Service-Netzwerk in China mit 30 konzerneigenen Zweigstellen, mehr als 100 Händlern und 500 autorisierten Werkstätten aufzubauen. Die enormen Devisenreserven werden zum Ausbau des globalen Verkaufsnetzes in Asien, Afrika, Australien, Südamerika (außer Brasilien) und zunehmend in Europa verwendet.

## Wirtschaftliches Umfeld und Entwicklung in China
Bedingt durch die sehr große Bevölkerung (mehr Einwohner als Europa und Nordamerika zusammen) und den geringen Motorisierungsgrad der Bevölkerung bei einer gleichzeitig rapide steigenden räumlichen und sozialen Mobilität besteht in der Volksrepublik China eine jährliche Nachfrage nach rund 400.000 Bussen (Stand 2012), davon die Hälfte für den öffentlichen Verkehr.
Chinesische Großstädte sind mit erheblicher Luftverschmutzung belastet, die auch durch die wachsende Motorisierung mitverursacht wird. Die Regierung hat daher umfangreiche Modernisierungskampagnen eingeleitet, mit dem Ziel die überwiegend mit Dieselmotoren angetriebenen Stadtbusse zunehmend durch neue Elektrobusse zu ersetzen. Branchenkenner gehen von einer jährlichen Inlands-Nachfrage von 50.000 bis 150.000 Fahrzeugen dieses Typs aus. Darüber hinaus hat die Regierung 2009 einen mit Subventionen hinterlegten Wirtschaftsplan verabschiedet, nach dem die Volksrepublik innerhalb weniger Jahre zum weltweiten Marktführer für Busse mit Elektroantrieb werden soll. Das Programm soll auch der nachhaltigen Sicherung des Exports und der Schaffung von dauerhaften Arbeitsplätzen für die vom Lande in die Großstädte strömenden jungen Menschen dienen.
Allein in der Hauptstadt Peking gilt es die mehr als 28.000 Busse zu modernisieren. King Long hat daher in den letzten Jahren seine Produktpalette um Hybridbusse sowie reine Elektrobusse erweitert. Darüber hinaus bietet es mit verflüssigtem Flüssigerdgas (LNG), komprimiertem Erdgas (CNG) und Flüssiggas (LPG) betriebene Fahrzeuge an.

## Produkte
King Long bietet eine große Bandbreite aller Bustypen an: Das Spektrum reicht von mittleren und großen Reisebussen über Stadtbusse (auch als Gelenkbus bis 18 Meter Länge und als Doppeldeckerbus) bis zu Spezialfahrzeugen, wie Flughafen-Vorfeldbusse, Schulbusse, Busse mit Blutspendeeinrichtung sowie Polizei- und andere Einsatzfahrzeuge. In der Kategorie Kleinbusse, die auf dem europäischen Festland derzeit nicht angeboten werden, werden auch Krankenwagen und Transporter, z. B. als Postfahrzeuge produziert. Verwendet werden überwiegend Cummins-Motoren sowie ZF- bzw. Voith Antriebstechnik.
Im Mai 2015 hat das Unternehmen eine neue Serie von Hybrid- und Batteriebussen vorgestellt, die eine Länge von 6 bis 12 Metern abdecken.

## Bildergalerie

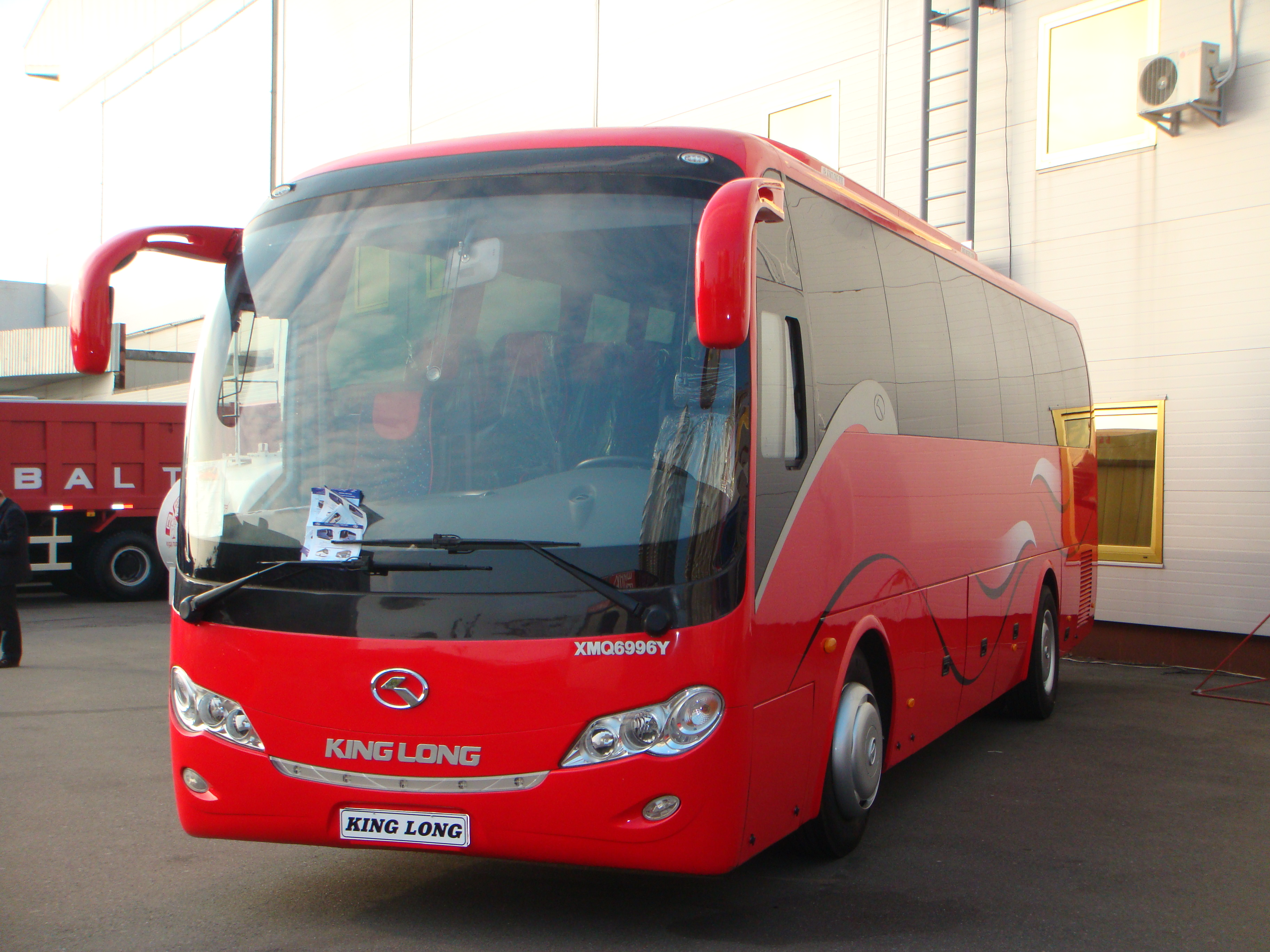
King Long XMQ6996Y in der Ukraine
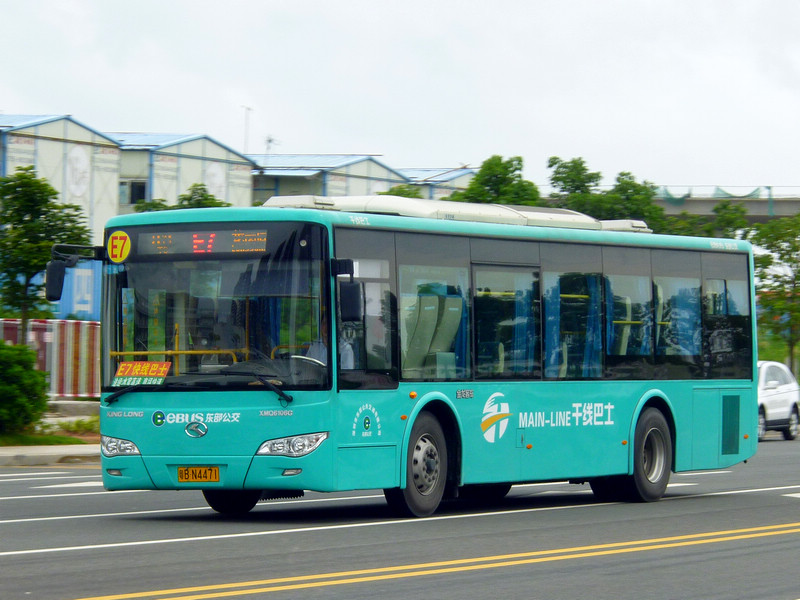
King Long Stadtbus XMQ6106G in China
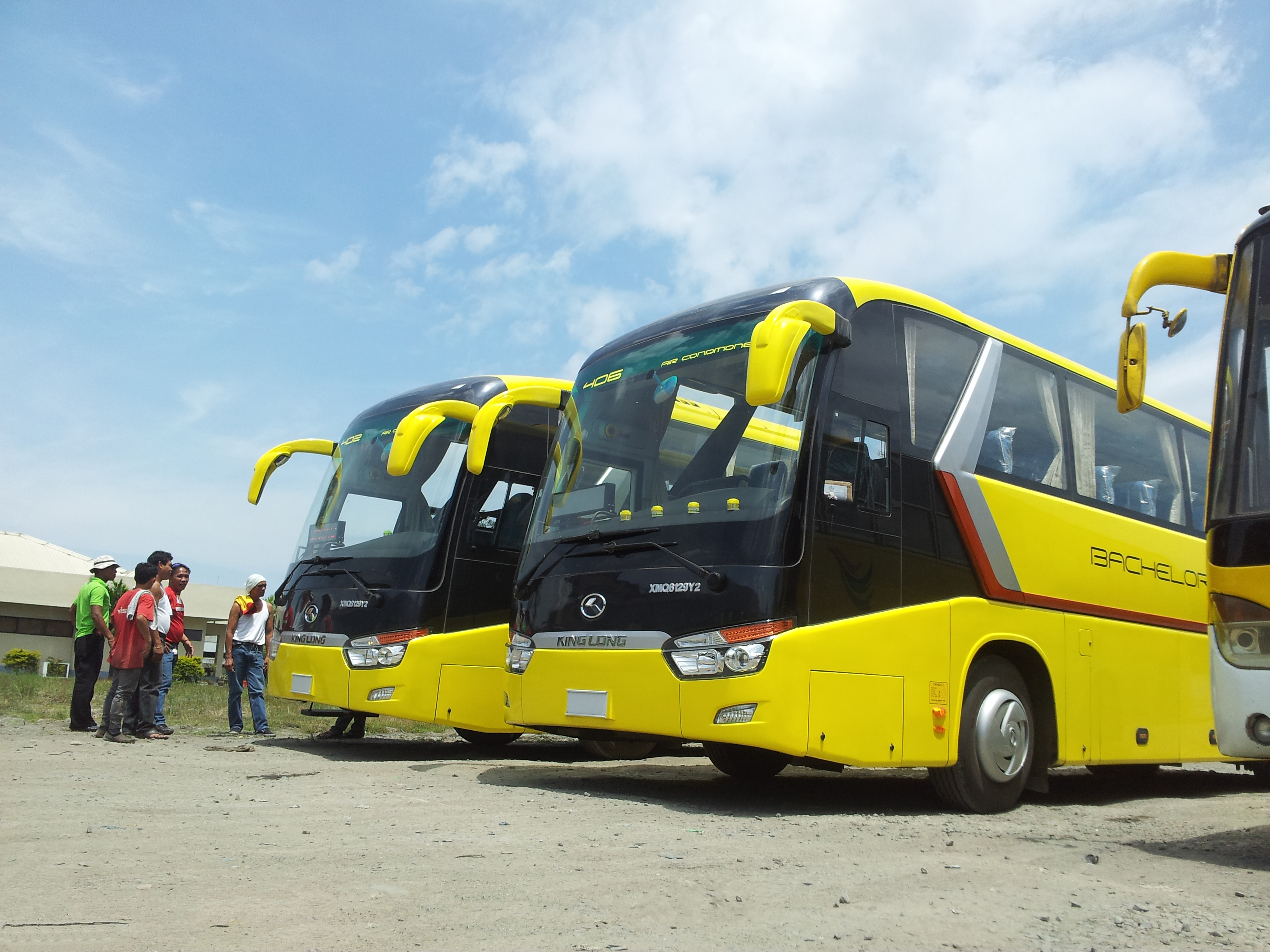
King Long Busse auf den Philippinen
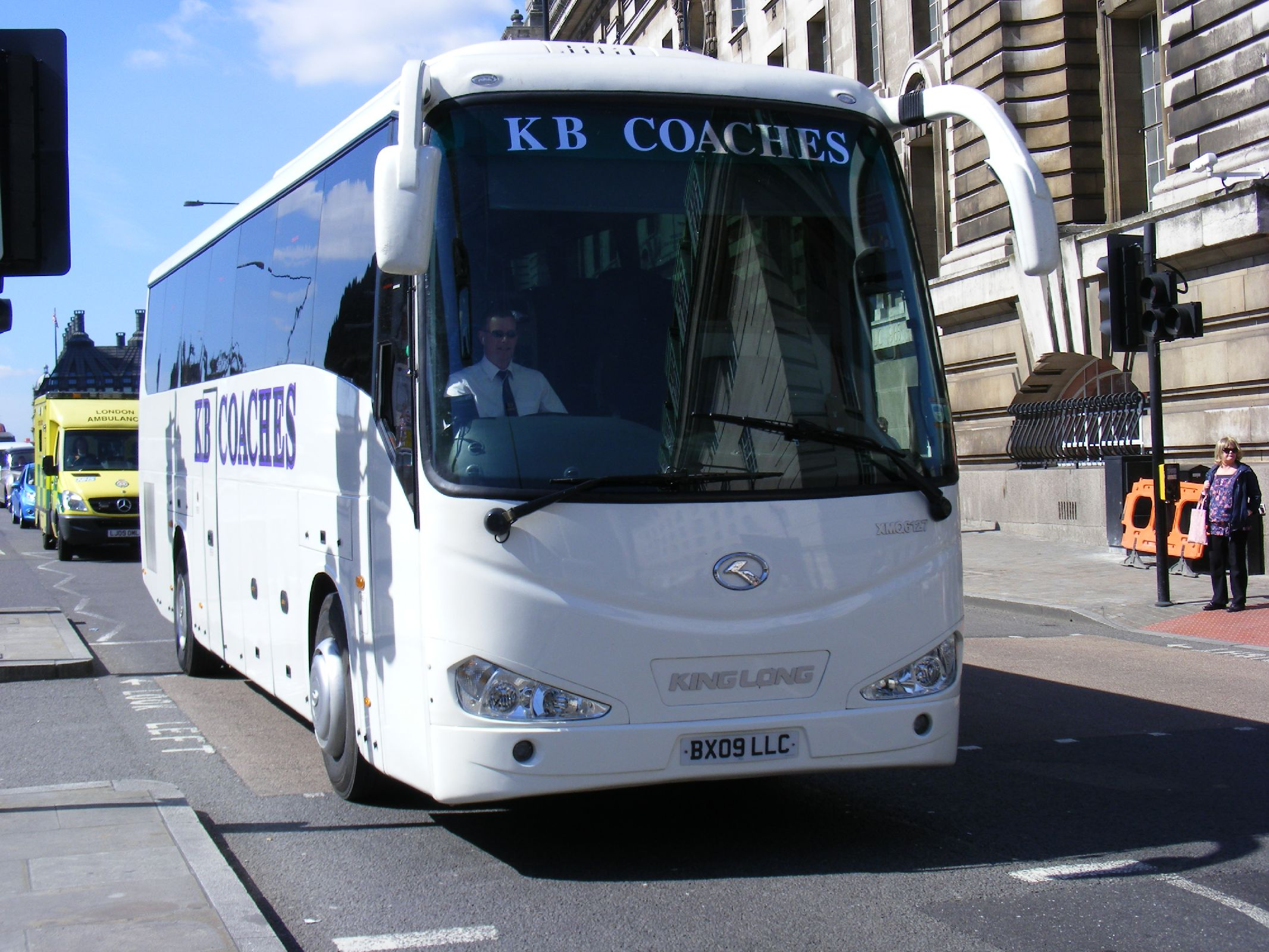
King Long Bus XMQ6127 in England